# Tanarctus diplocerus
Espèce
Tanarctus diplocerus est une espèce de tardigrades de la famille des Tanarctidae.

## Distribution
Cette espèce est endémique du Japon. Elle a été découverte dans les baie de Shimabara et baie de Tanabe dans l'océan Pacifique Ouest.

## Publication originale
- Fujimoto, Miyazaki & Suzuki, 2013 : A new marine tardigrade, Tanarctus diplocerus (Arthrotardigrada: Halechiniscidae) from Japan. Journal of the Marine Biological Association of the United Kingdom, vol. 93, no 4, p. 955-961.